# 沈綸
沈綸（1455年—？），字朝綬，浙江杭州府仁和縣人，民籍，明朝政治人物。

## 生平
浙江鄉試第七十二名舉人。弘治九年（1496年）中式丙辰科會試第一百八十五名，二甲第二十一名進士。

## 家族
曾祖沈文潤；祖父沈富，封刑部員外郎；父沈和，知府。前母楮氏（封宜人）；母盧氏。严侍下。